# Diagoniceps trifidus
Diagoniceps trifidus är en kräftdjursart som beskrevs av Yeatman 1980. Diagoniceps trifidus ingår i släktet Diagoniceps och familjen Tetragonicipitidae. Inga underarter finns listade i Catalogue of Life.